# Der fremde Vogel
Der fremde Vogel, subtitulada Eine Liebestragödie im Spreewald, és una pel·lícula muda alemanya en tres actes dirigida per Urban Gad del 1911.

## Argument
L'anglesa Miss May va viatjar a Spreewald amb el seu pare Sir Arthur, Herbert Bruce i la seva companya Miss Hobbs. De fet, segons els desitjos del seu pare, el viatge havia d'acabar amb el compromís de May i Herbert. Tanmateix, May s'enamora del barquer de Spreewald Max i rebutja la proposta de matrimoni d'Herbert.
No sols la núvia de Max, Grete, i la seva mare, veuen de manera crítica la relació de May i Max. Arthur també està en contra de la relació. Quan May torna a coquetejar amb Max, l'Arthur no sols planeja marxar immediatament, sinó també forçar el compromís de May, que ara està tancada a la seva habitació. En secret envia un missatge a Max, s'enfila per la finestra i fuig amb el seu amant. Primer viatgen en una barca, després fugen pels matolls del bosc abans que May esgotada, deixada sola per Max durant una estona, rellisca, esgotada, cau a l'aigua i s'ofega. El seu cos es troba més tard en un banc de sorra envoltat de nenúfars. Al final, el seu cos llisca pel Spreewald en un vaixell.

## Repartiment
- Asta Nielsen: Miss May
- Hans Mierendorff: Sir John Wolton
- Eugenie Werner: Miss Hobbs
- Louis Ralph: Mr. Herbert Bruce
- Carl Clewing: Max
- Frau Karsten: Grete, l’esposa de Max
- Hanns Kräly:
- Agda Nielson: Mizi, la cambrera

## Producció
Der fremde Vogel va ser la cinquena pel·lícula alemanya que Asta Nielsen va fer per a Deutsche Bioscop. Totes les escenes es van rodar a l'Spreewald l'agost de 1911, amb l'atrezzo portat de Berlín i els estudis a l'aire lliure instal·lats.
La pel·lícula va ser examinada pels censors el 30 d'octubre de 1911 i prohibida als joves. Això es va deure principalment a una escena que els crítics van descriure com a "picant" en què Asta Nielsen es treu les sabates i els mitjons per empènyer el vaixell Spreewald encallat.
El 3 de novembre de 1911 va tenir lloc una projecció prèvia davant de més de 300 escriptors convidats, membres de premsa i crítics d'art, aquesta actuació es va reflectir en els anuncis de la pel·lícula com "La cosa més meravellosa de l'art cinematogràfic del cinema". La pel·lícula de 974 metres de llargada es va estrenar l'11 de novembre de 1911 a cinc sales de cinema de la Unió de Berlín.
La pel·lícula destaca, entre altres coses, perquè conté "per primera vegada [en la història del melodrama cinematogràfic] un vincle causal directe entre la tràgica mort de l'heroïna i les rígides convencions social-jeràrquiques obligades als joves amants".

## Crítica
A les seves ressenyes, els crítics contemporanis van destacar especialment els avantatges del mitjà cinematogràfic sobre el teatre "és particularment bonic, les esquitxades de l'aigua, trobar el cos entre els nenúfars, les masies idíl·liques." El Vossische Zeitung va escriure poc després de la projecció especial que la pel·lícula estava "excel·lentment treballada en els detalls" i "plena de màgia atmosfèrica en la seva representació de la naturalesa de Spreewald". Tot i que la trama és senzilla, està "excel·lentment desenvolupada psicològicament, de manera que gairebé no us perdeu la paraula parlada".
De manera retrospectiva, la pel·lícula va ser elogiada d'una banda: "El treball de càmera de Guido Seeber, el seu maneig de plans de paisatge i imatges del món rural, sensacional per a l'època, van fer d'aquesta pel·lícula una gran experiència cinematogràfica". Altres crítics van qualificar "el guió i la direcció d'aquesta pel·lícula [com] en general insignificants", però van qualificar "els plans exteriors, l'alternança d'imatges de paisatges atmosfèrics amb escenes de joc […] com a actiu més gran i sorprenent d'aquesta pel·lícula per a el temps."